# 羅茲多利夫卡 (布利茲紐基區)
48°48′26″N 36°22′49″E / 48.80722°N 36.38028°E
羅茲多利夫卡（烏克蘭語：Роздолівка）是位於烏克蘭東部的村莊，由哈爾科夫州洛佐瓦區的布利茲紐基市鎮負責管轄。該村處於大捷爾尼夫卡河畔，始建於1875年，面積0.43平方公里，海拔高度114米，2001年人口134。